# Paulette Jourdain
Paulette Jourdain, née le 13 octobre 1904 à Concarneau et morte le 22 octobre 1997 à Paris, est un modèle, puis une galeriste française.

## Biographie
Pauline Marie Jourdain est la fille de Joseph-Louis Jourdain (1881-1938), laitier, et de Victoria-Charlotte Le Dars (1881-1936).
Elle quitte sa Bretagne natale pour la capitale où elle arrive en 1919. Elle habite rue Joseph-Bara, chez le marchand d'art Léopold Zborowski et sa compagne Anna Sierzpowska ; Paulette y est femme de ménage.
Elle rencontre Amedeo Modigliani qui la prend pour modèle. Il réalise plusieurs dessins puis la portraitise en fin d'année 1919.
Elle suit des cours de sténodactylographie puis devient assistante de son logeur.
En 1924 vient au monde sa fille, dont le père n'est autre que Zborowski ; l'enfant est prénommée Jacqueline (1924-2001).
Paulette Jourdain a posé également pour d'autres artistes tels que Chaïm Soutine ou Moïse Kisling.
Après la mort de Zborowski, elle ouvre une galerie d'art, la « Galerie Paulette Jourdain », au no 5 de la rue Jacques-Callot à Paris. De nombreux artistes y ont une exposition : Henri Espinouze, Amedeo Modigliani, Henri-Georges Cheval ou Vasyl Khmeluk.
Elle meurt à Paris à l'âge de 93 ans.